# Lennart Bergström
Lennart Bergström, född 14 juli 1925 i Stockholm, död 23 april 2016 i Stockholm, var en svensk arkitekt.

## Biografi

### Tidiga år
Lennart Bergström var son till sjökaptenen Bo Bergström och Anna Sjöblom, tog studentexamen 1944 i Saltsjöbaden. Han var anställd hos Folke Löfström 1945–1950 och tog examen vid Kungliga Tekniska Högskolan i Stockholm 1951.

### Verksamhet
Han arbetade hos Ralph Erskine 1951–1953, där han bland annat tillsammans med honom ritade den uppmärksammade Villa Tesdorpf i Skövde. Från 1954 bedrev han egen arkitektverksamhet i Stockholm, en verksamhet som vid hans pension i början av 1990-talet vuxit till ett av landets större arkitektkontor med 120 anställda. Bergström erbjöds 1996 att ställa ut på Venedigs arkitekturbiennal.

### Privatliv
Bergström intresserade sig för förutom arkitektur även för golf, ridning och barockmusik. 
Bergström var bror till majoren och konstnären Bogga Bergström och violinisten Marianne Berens. Han fick sex barn och ingick sitt första giftermål med Lillemor Malmros, dotter till Gunnar Malmros och Greta Ahlberg.
Lennart Bergström är begravd på Alsens gamla kyrkogård.

## Verk i urval
- Villa Tesdorpf, tillsammans med Ralph Erskine 1953–1954.
- Eget sommarhus i Torekov, Skåne, 1959.
- Radhusområde Ponderosa i Växjö för HSB 1960.
- Linslageri i Lesjöfors, Värmland, 1960.
- Utställningsvilla i Landskrona 1963.
- Röda kors-gården i Norrtälje 1967.
- Åke Larssons sommarhus, Muskö.
- Fältöversten, centrumanläggning, Karlaplan - Valhallavägen, Stockholm 1971–1973.
- Åke Larssons hus, Saltsjöbaden, 1974.
- Egen villa, Fjällvägen 14, Saltsjöbaden, 1975.
- Flera hotell för Sunwing, bl. a på Rhodos, 1974 och 1980.
- Kontorshus, Torshamnsgatan 25, Kista, Stockholm 1984.
- Kontorshus för Enator, Fårögatan 5-7, Kista, Stockholm 1985.
- Kontor, utbildnings- och simulatorbyggnad för SAS Flight Academy, Arlanda, 1986–1988.
- Bostadshus, Fatbursgatan, Södra station, Stockholm 1986–1989.
- Kontor för Walleniusrederierna, Södra station, Stockholm, 1986–1989.
- Flerbostadshus, Ärvinge, Kista, Stockholm, 1988.
- Skövde stadshus, kontor, 1988–1989.
- Kontorshus, Kapellgränd 7, Stockholm, 1989–1990.

## Utställningar
- Arkitekturbiennalen i Venedig, 1996.

## Bilder

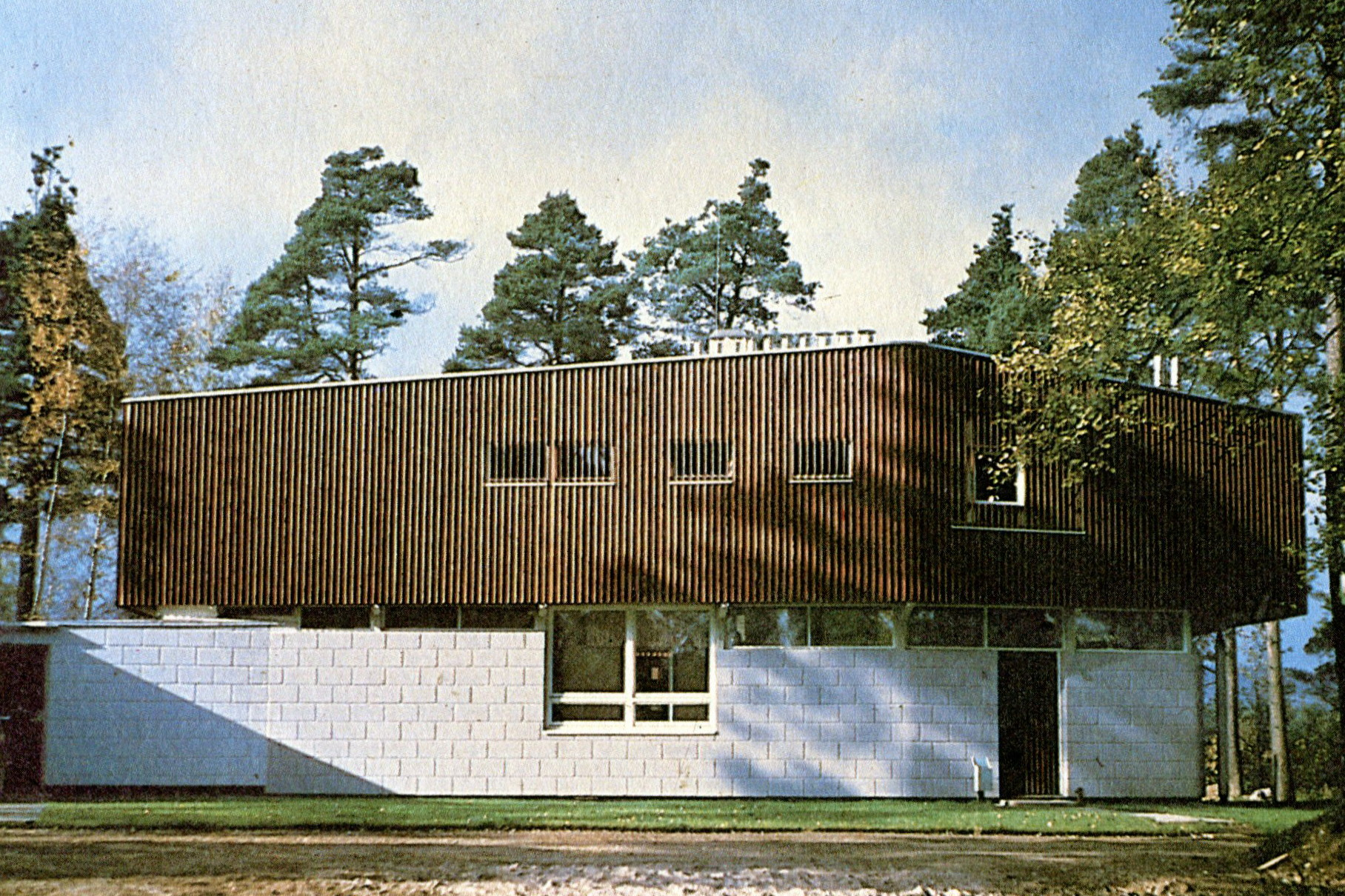
Villa Tesdorpf i Skövde, tidigt arbete tillsammans med Ralph Erskine.
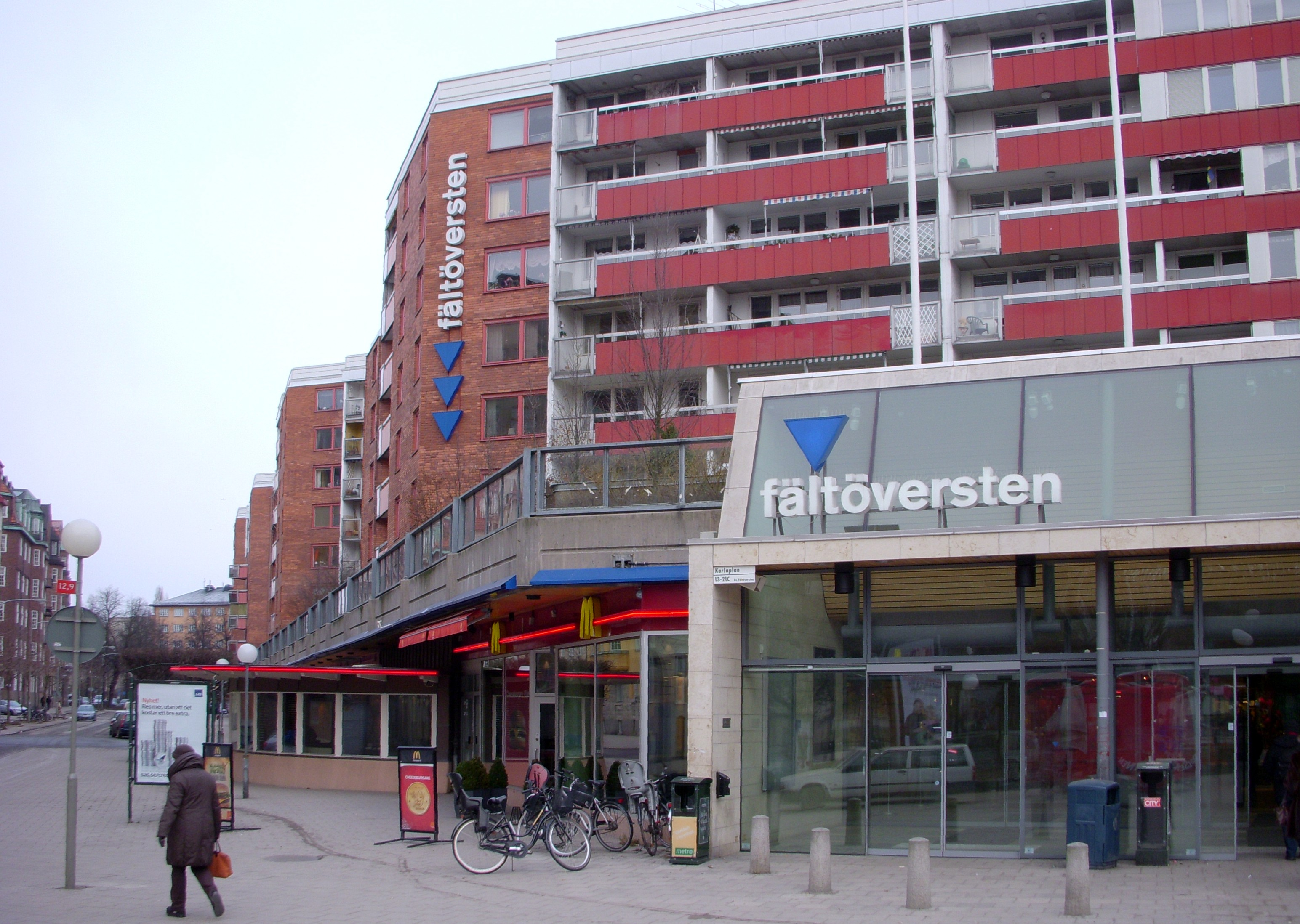
Fältöversten i Stockholm
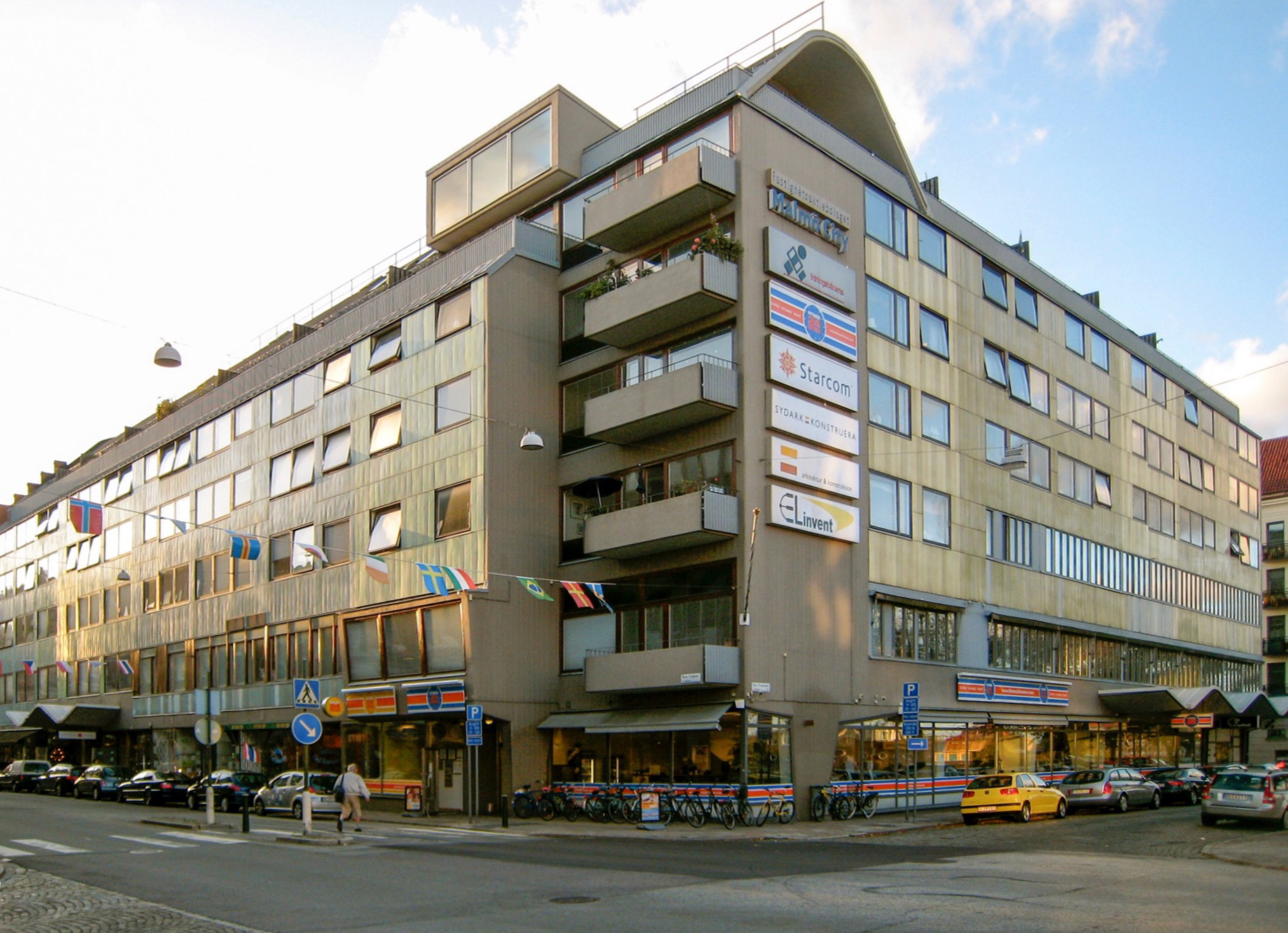
Motorami-huset i Malmö
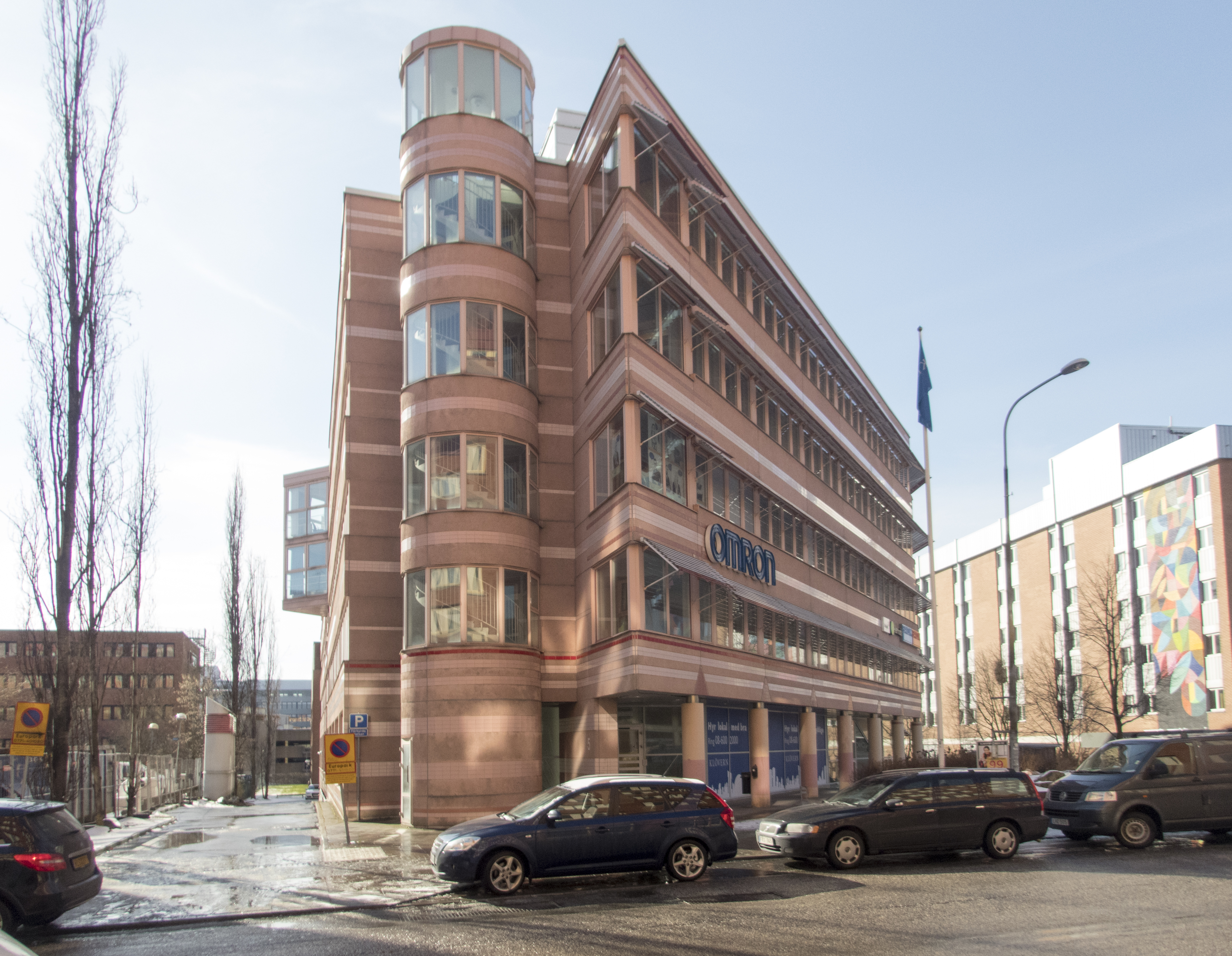
Enators kontrshus, Stockholm
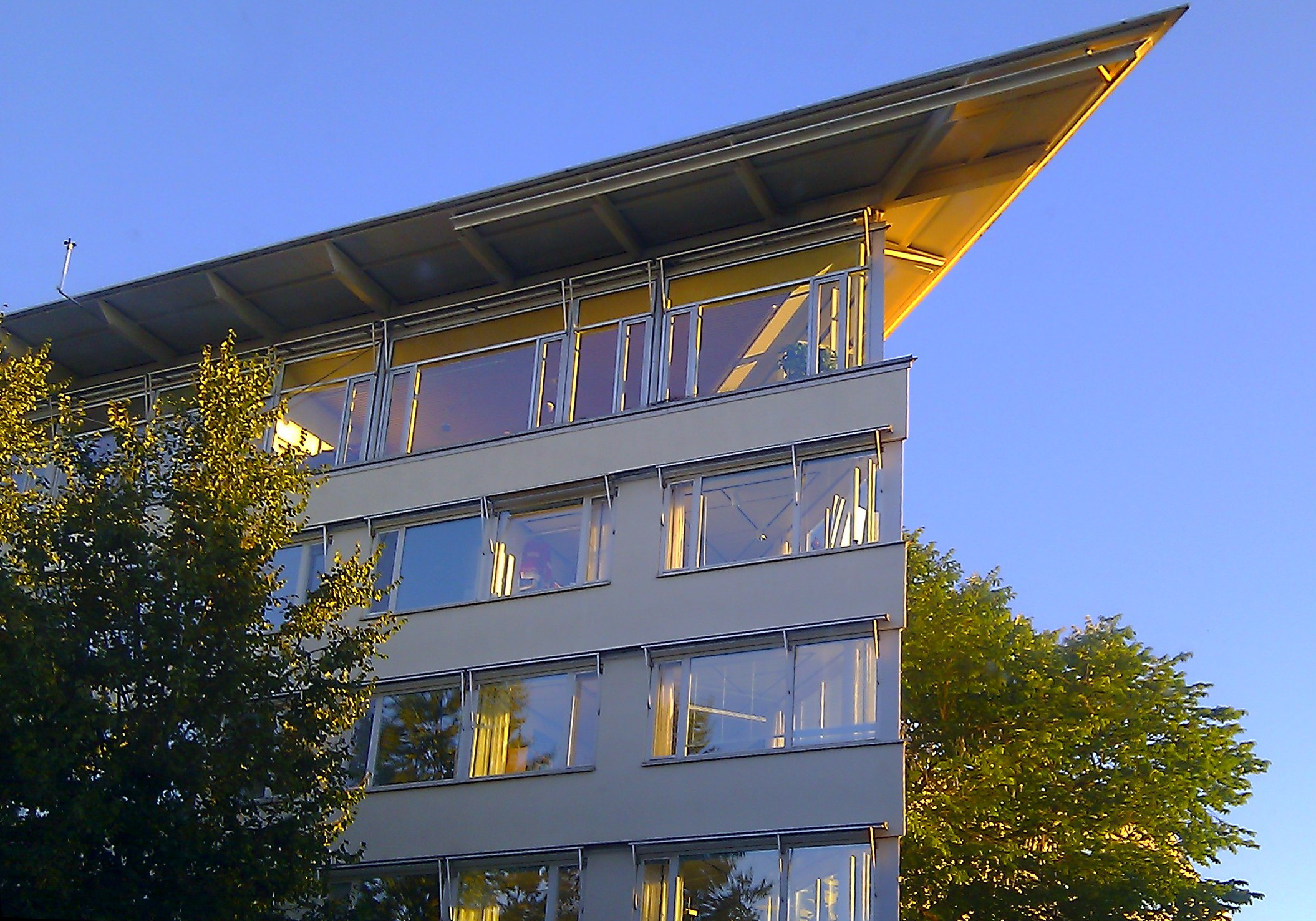
Stadshuset i Skövde

## Egna publikationer
- Byggmästaren 1962-A:3, Linslageri i Lesjöfors.
- Byggmästaren 1963:10, Den svenska utställningsvillan i Landskrona.
- Byggmästaren 1964:7, Radhusområde i Växjö.
- Byggmästaren 1969:8, Röda korsgården i Norrtälje.
- Arkitektur 1974:3, Fältöversten.